# غوستافو دي ليلا
غوستافو دي ليلا (بالإسبانية: Gustavo Di Lella)‏ هو لاعب كرة قدم أرجنتيني في مركز الوسط، ولد في 6 أكتوبر 1973 في بوينس آيرس في الأرجنتين. لعب مع نادي دارلنجتون ونادي سكاربورو ونادي هارتلبول يونايتد.

## وصلات خارجية
- غوستافو دي ليلا على موقع قاعدة بيانات كرة القدم.إي يو (الإنجليزية)
- غوستافو دي ليلا على موقع Soccerbase.com (لاعب) (الإنجليزية)